# Mihály Babits

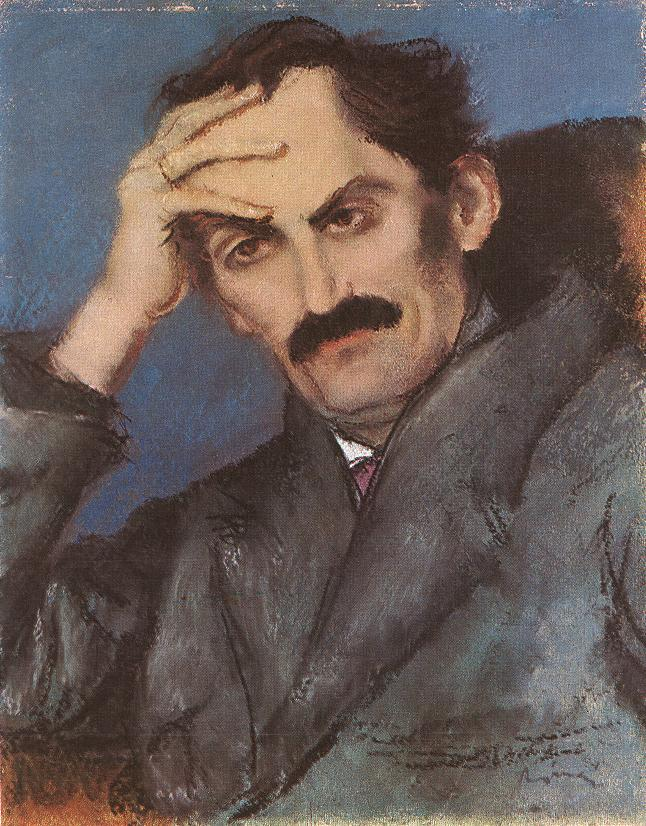
József Rippl-Rónai, Porträt Mihály Babits (1923)

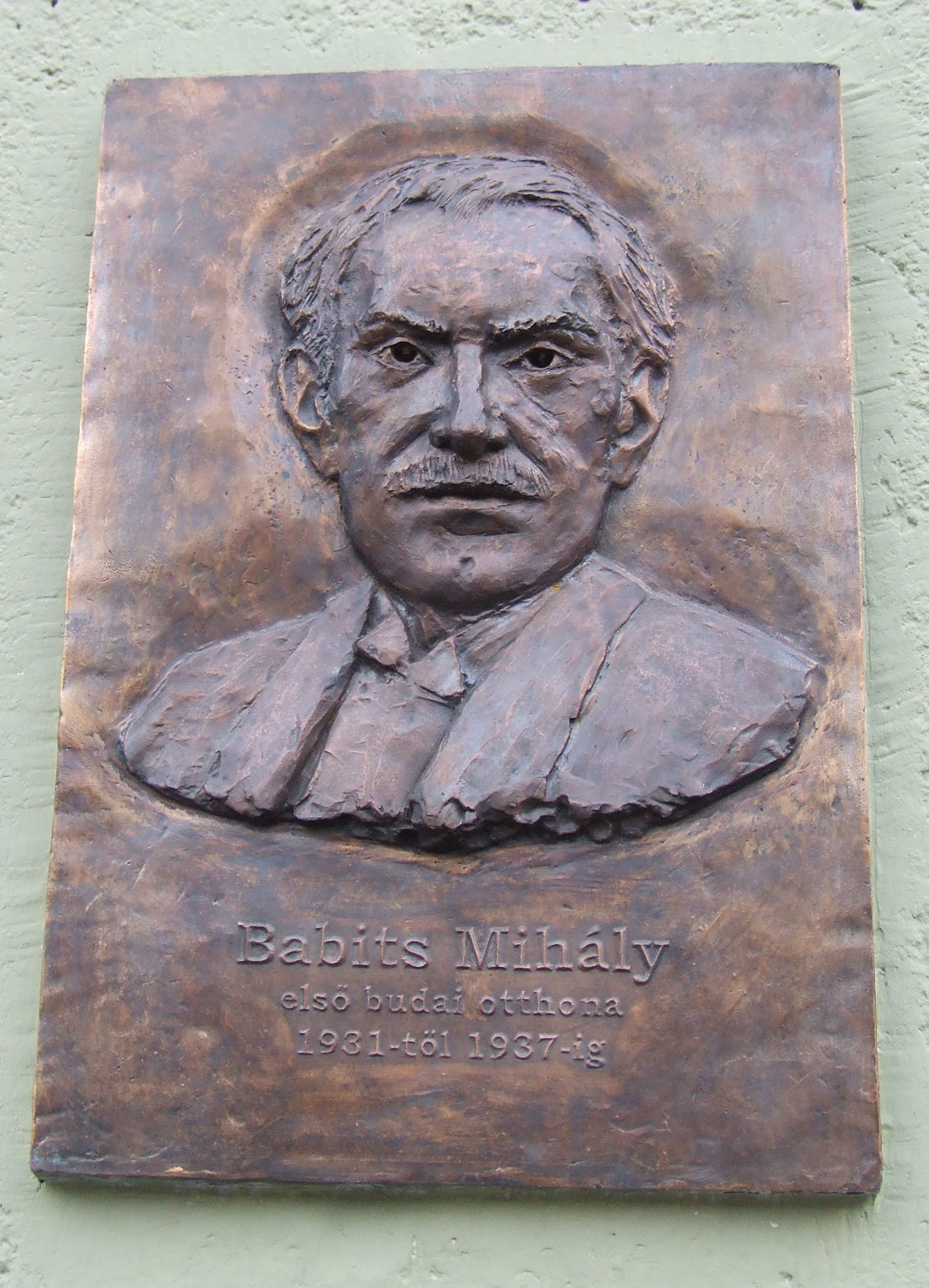
Gedenktafel an dem Haus Attila út 133 in Budapest, in dem Mihály Babits von 1931 bis 1937 gewohnt hat

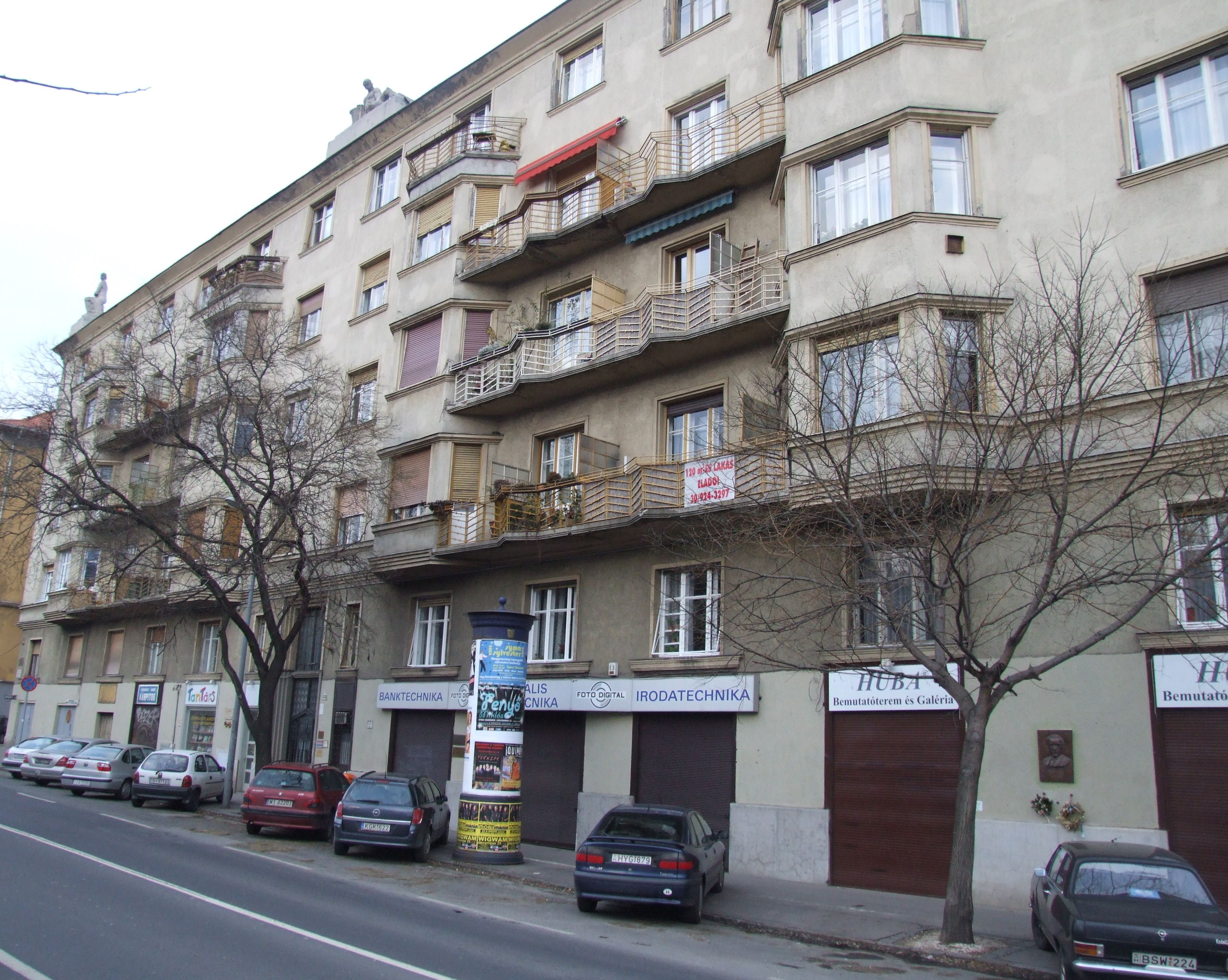
Attila út 133, Budapest

Mihály Babits von Szentistván [ˈmihaːj ˈbɒbiʧ] (auch Michael Babits, * 26. November 1883 in Szekszárd; † 4. August 1941 in Budapest) war ein ungarischer Dichter, Übersetzer und Publizist der Nyugat-Epoche der ungarischen Literatur.

## Leben
Er studierte von 1901 bis 1905 ungarische, französische und lateinische Philologie an der Universität Budapest und interessierte sich besonders für die Philosophie Schopenhauers und Nietzsches und seines Lehrers László Négyesy.
Nach dem Studium arbeitete er als Lehrer in Szeged (1906–1908), Fogaras (1908–1911), Újpest (1911) und Budapest (1912–1918), als Übersetzer, Redakteur der Zeitschrift Nyugat (1916) und er war mit Zeitgenossen wie Dezső Kosztolányi Mittelpunkt des literarischen Lebens in Budapest. 1919, zur Zeit der Räterepublik in Ungarn, erhielt er eine Professur an der Universität Budapest, die ihm nach ihrer Niederschlagung wieder entzogen wurde.
Babits ist auch einer der wichtigsten literarischen Übersetzer Ungarns. So übersetzte er unter anderen Sophokles, Goethe, Shakespeare, Wilde und Baudelaire. Seine hervorragendste Arbeit ist die vollständige Übertragung von Dantes Göttlicher Komödie ins Ungarische.
1921 heiratete er Ilona Tanner, die später unter dem Namen Sophie Török Gedichte veröffentlichte. 1923 übersiedelte Babits nach Esztergom und wurde 1927 Mitglied der Kisfaludy-Gesellschaft. Von 1931 bis 1937 wohnte er in der Attila út 133 in Buda. 1937 erkrankte er an Kehlkopfkrebs, nach mehreren Jahren schwerer Krankheit starb er 1941. Mit seinem Tod endete auch die Nyugat-Epoche der ungarischen Literatur.
Seine Dichtung spielt mit vielen Stilen und Varianten, die überaus kunstreiche Sprache weicht jedoch manchmal dem Expressionismus, wenn ihn die Geschehnisse tief berühren, wie in dem Gedicht Rákospalota 23. Május über die blutige Niederschlagung einer Arbeiterdemonstration 1912. Auch seine Gedichte gegen den Ersten Weltkrieg haben diese Sprache. Babits war radikaler Pazifist.
In seinem Werk spielt vor allem seine Hinneigung zum Katholizismus eine wichtige Rolle, die besonders nach dem Ersten Weltkrieg spürbar wurde. Pazifismus und Katholizismus vereinigten sich in späteren Jahren zu einer humanistischen Haltung. Er sieht seine Verantwortung und Sendung als Dichter in einer mahnenden, prophetischen Rolle („denn Mitschuld trägt, wer unter Sündern schweigt“).
In Szekszárd befindet sich in seinem Geburtshaus ein ihm gewidmetes Museum. Seine Heimatstadt errichtete ihm auch zwei Denkmäler. Am 4. November 2024 wurde ein Asteroid nach ihm benannt: (202790) Babits.

## Werke
- Levelek Iris koszorújából, Gedichte 1909 (dt. Blätter aus dem Kranz der Iris)
- Herceg, hátha megjön a tél is! Gedichte 1911 (dt. Was Prinz, wenn es Winter wird)
- Recitatív, Gedichte 1916 (dt. Rezitativ)
- A gólyakalifa, Roman, Budapest 1916 (Der Storchkalif, dt. Leipzig 1920)
- Irodalmi problémák, 1917 (dt. Literarische Probleme)
- Nyugtalanság völgye, Gedichte 1920 (dt. Das Tal der Unruhe)
- Karácsonyi Madonna, 1920
- Timár Virgil fia, Roman 1922 (Der Sohn des Virgilius Timár, dt. München 1923)
- Kártyavár, Roman 1924 (Das Kartenhaus, dt. Berlin 1926)
- Sziget és tenger, Gedichte 1925 (dt. Eiland und Meer)
- Kentaurenschlacht, Berlin 1926
- Halál fiai, Roman 1927 (dt. Die Söhne des Todes)
- Az istenek halnak, az ember él, Gedichte 1929 (dt. Die Götter sterben, der Mensch lebt)
- Versenyt az esztendőkkel, Gedichte 1933 (dt. Wettlauf mit den Jahren)
- Elza pilóta vagy a tökéletes társadalom, Roman 1933 (dt. Pilotin Elsa oder die vollkommene Gesellschaft)
- Jónás könyve, Verserzählung 1940 (dt. Das Buch Jona)
- Az európai irodalom története, 1941 (Geschichte der europäischen Literatur, dt. Wien 1949)
- Frage am Abend. Gedichte. Auswahl dt., Budapest 1983
- Der Schatten des Turmes. Sechs Novellen. Leipzig 1983
- Das fliegende Dorf. Erzählung. Volltext. Übers. Babits. Zuerst in "Ungarn. Monatsschrift für Deutsch-Ungarischen Kulturaustausch." Jg. 2,H. 1, Januar 1941 S. 37 – 45